# Slavonsko-podravske željeznice
Slavonsko-podravsko vicinalne željeznice, poznatije kao Gutmanova željeznica, bila je mreža pruga širine kolosijeka 1000 mm, a dugačka 165 km. Protezala se od Osijeka preko Valpova, Belišća, Donjeg Miholjca do Orahovice, a drugim krakom do Slatinskog Drenovca i Voćina pa skoro do pod sam vrh Papuk gdje su bila brojna šumska radilišta. Pruga je bila prvenstveno namijenjena za prijevoz drveta sa slavonskih brda do Belišća na Dravi gdje je bila tvornica za preradu sagrađena 1884. godine. Usput prevozila je i drugu robu te putnike.
Glavni odvojak ove pruge išao je od Osijeka preko Valpova i Donjeg Miholjca u Noskovce, gdje se spajao na prugu Našice - Sveti Lovrinc. Prvi dio pruge od Belišća do Kapelne gradila je tvrtka S. H. Gutmann 1890. radi eksploatacije šuma, a drugi dio pruge Noskovci - Viljevo (Kapelna) predan je u promet 1896. godine. Dvije godine kasnije 1899. na prugu Osijek - Našice gradi se odvojak Belišće - Prandauovci.
Pruga je ukinuta 1960-ih godina, tračnice i pragovi povađeni, a vagoni i lokomotive izrezani u staro željezo.

## Vanjske poveznice
- Gutmann Hrvatska tehnička enciklopedija, portal hrvatske tehničke baštine. LZMK